# Peter Novick
Peter Novick (* 26. Juli 1934 in Jersey City, N.J.; † 17. Februar 2012 in Chicago) war ein US-amerikanischer Historiker.

## Akademische Laufbahn und Werk
Novick promovierte 1965 an der Columbia University mit einer 1968 in englischer und 1985 in französischer Sprache veröffentlichten Studie über die épuration. Nach einer nur kurzen Lehrtätigkeit an der University of California (Santa Barbara) wechselte er an die University of Chicago, wo er von 1966 bis zu seiner 1999 erfolgten Emeritierung eine Professur für Geschichte innehatte. Novick starb 2012.
Novicks bekannteste Arbeit ist That Noble Dream. The 'Objectivity Question' and the American Historical Profession (1988), das bis in die Gegenwart als Standardwerk zur Geschichte der Geschichtswissenschaft in den USA gilt. Novick zeichnet darin die intellektuelle und institutionelle Geschichte der Disziplin von den 1880er Jahren bis zur Auseinandersetzung um den marxistischen Historiker David Abraham in der ersten Hälfte der 1980er Jahre nach, wobei er sich vor allem für die Funktion von Konzepten historiographisch-empirischer „Objektivität“ bzw. deren (von den Verfechtern der „Objektivität“ bestrittene) Abhängigkeit von dominierenden politischen, sozialen und kulturellen Einflüssen interessiert. Für Novick haben sich – trotz des Triumphes einer „empiristisch-objektivistischen Allianz“ in der Abraham-Kontroverse – alle Ansprüche auf eine „Objektivität“ der Disziplin als hohl und an externe Interessen gebunden erwiesen und ihre Bindekraft verloren:
„But as of the 1980s, hardly anybody was listening. Sensibilities were too diverse to be gathered together under an ecumenical tent. As a broad community of discourse, as a community of scholars united by common aims, common standards, and common purposes, the discipline of history had ceased to exist. Convergence on anything, let alone a subject as highly charged as ‘the objectivity question’, was out of the question.“
Einer breiteren Öffentlichkeit bekannt wurde Novick durch seine Studie The Holocaust in American Life (1999, dt. 2003 als Nach dem Holocaust. Der Umgang mit dem Massenmord), die 2000 mit dem Ralph-Waldo-Emerson-Preis ausgezeichnet wurde und sich kritisch mit der – so Novick – „perversen Sakralisierung des Holocaust“ in der amerikanischen Gesellschaft auseinandersetzt. Seine in That Noble Dream ausgeführte Annahme, dass politische, soziale und kulturelle Faktoren „objektive“ historische Narrative formen, prüfte er hier am Beispiel der „Entwicklung des ‚Holocaust-Bewusstseins‘ in den USA.“ Nach Novick – hier in Anlehnung an Maurice Halbwachs – ist das öffentliche, kollektive Gedächtnis noch anfälliger für diese Einflüsse als die professionelle Geschichtswissenschaft:
„In gewisser Hinsicht ist das kollektive Gedächtnis vielmehr ahistorisch oder gar antihistorisch. Etwas historisch zu verstehen, bedeutet, sich seiner Komplexität bewusst zu sein, über eine hinreichende Distanz zu verfügen, es aus mehreren Perspektiven zu sehen, die Mehrdeutigkeit (auch die moralische Mehrdeutigkeit) der Motive und Verhaltensweisen der Protagonisten zu akzeptieren. Das kollektive Gedächtnis vereinfacht; es sieht die Ereignisse aus einer einzigen, interessierten Perspektive; duldet keine Mehrdeutigkeit; reduziert die Ereignisse auf mythische Archetypen. (…) Wenn wir die Erinnerung an den Holocaust in den Vereinigten Staaten mit Halbwachs‘ Ansatz untersuchen und die Erinnerung mit heutigen Interessen verknüpfen, werden wir zur Frage geführt, was diese Interessen waren, wie sie bestimmt wurden und wer sie bestimmt hat. Wir werden uns fragen, wie diese Interessen in einer Epoche die Erinnerung an den Holocaust als unangemessen, nutzlos oder gar schädlich haben erscheinen lassen und in einer anderen Epoche als angemessen und wünschenswert.“
Zu den für die Entwicklung und die Brüche des „Holocaust-Bewusstseins“ prägenden Einflüssen zählt Novick den Kalten Krieg, der mit der erwünschten Integration Westdeutschlands in die NATO und der antikommunistischen Formierung der amerikanischen Gesellschaft die wichtigsten Organisationen amerikanischer Juden aus Angst vor der „Assoziation von Juden mit dem Kommunismus“ bis zum Ende der 60er Jahre davon abgehalten habe, den Holocaust zu thematisieren, außerdem sei die Mehrheit der amerikanischen Juden in dieser Phase zukunftsorientiert und nicht an der Herausstellung ethnischer Unterschiede interessiert gewesen; den Nahostkonflikt, der spätestens nach dem Jom-Kippur-Krieg 1973 ein spezifisches „Holocaust-Deutungsmuster“ hervorgebracht habe, mit dem „jede legitime Kritik an Israel als irrelevant beiseite zu schieben“ war; schließlich Assimilations- bzw. Desintegrationsprozesse in den jüdischen Gemeinden der USA, die das Bedürfnis nach einem einigenden Symbol jüdischer Identität geweckt hätten.

## Schriften (Auswahl)
- The Resistance versus Vichy. The Purge of Collaborators in Liberated France, New York 1968.
- That Noble Dream. The 'Objectivity Question' and the American Historical Profession, Cambridge 1988.
- The Holocaust in American Life, Boston 1999.
  - deutsche Ausgaben: Nach dem Holocaust. Der Umgang mit dem Massenmord, DVA, Stuttgart und München 2001, ISBN 3-421-05479-7 sowie Deutscher Taschenbuch Verlag, München 2003, ISBN 3-423-30877-X. Rezensionen:  durch Armin Pfahl-Traughber auf doew.at; Lothar Baier: Jeder ist ein Opfer, In: Der Freitag, mit einer Einordnung in die Holocaust-Debatte